# نورما مايكلز
نورما مايكلز (بالإنجليزية: Norma Michaels)‏ هي ممثلة أمريكية، ولدت في عقد 1920 في لوس أنجلوس في الولايات المتحدة، وتوفيت في 11 يناير 2020 في بالم سبرينغس في الولايات المتحدة.

## وصلات خارجية
- نورما مايكلز على موقع IMDb (الإنجليزية)
- نورما مايكلز على موقع قاعدة بيانات الفيلم (الإنجليزية)